# Căciulați (okręg Ilfov)
Căciulați – wieś w Rumunii, w okręgu Ilfov, w gminie Moara Vlăsiei. W 2011 roku liczyła 1896 mieszkańców.